# منفذ الوليد الحدودي
منفذ الوليد الحدودي هو منفذ حدودي بري عراقي أحد أربعة منافذ حدودية رسمية بين سوريا والعراق. يقع منفذ الوليد في ناحية الوليد في قضاء الرطبة بمحافظة الأنبار، بالقرب من أقصى نقطة غرب العراق وأقصى نقطة شمال الأردن، في منطقة البادية الصحراوية. ويعد نقطة الحدود الرئيسية على الطريق السريع بين دمشق وبغداد. يقابلُ منفذ الوليد العراقي معبرُ التنف السوري، في محافظة حمص، أصدرت وزارة المالية العراقية قراراً في يوم 1 كانون الثاني سنة 1981 لاستحداث معاونية كمرك ومكوس في ناحية الوليد بمحاذات الحدود العراقية السورية. وقُرّرَ أن تكون المساحة الكلية للمركز الكمركي 80 دونماً عراقياً.

## بعد حرب 1991
ذكر ريتشارد لايتنر في كتابه (تحذيرات غُفلَ عنها Unheeded Warnings) أن في أوائل سنة 1992 فُتح منفذ الوليد العراقي ومنفذ البو كمال السوري حيث بدأ من خلالهما تصدير العراق مواد بترولية كيماوية إلى سورية، وتصدير سورية ولبنان مواد استهلاكية وأطعمة مصنّعة إلى العراق،[بحاجة لمصدر أفضل] وقالت عائدة العلي سر الدين في كتابها (دول المثلث بين فكي الكماشة التركية الإسرائيلية) "العراق طلب إضافة منفذ على الحدود السورية ويطلب رسمياً من الأمم المتحدة الموافقة على فتح معبر الوليد ـ أبو الشامات عاد الوفد التجاري العراقي إلى بغداد ٩٧/٦/١٨ بعدما عبر فجراً منفذ التنف الحدودي مختتماً زيارة "بثت حرارة العلاقات المقطوعة بين دمشق وبغداد اتفق خلالها على إعادة الاتصالات والعلاقات التجارية بين البلدين"، وفي النصف الثاني من سنة 1997 طلب العراق من لجنة المقاطعة في الأمم المتحدة أن توافق على إضافة منفذ الوليد إلى المنافذ المسموح من خلالها إدخال بضائع اتفاقية النفط مقابل الغذاء إلى العراق.

## الحرب الأهلية السورية
في أيار مايو 2015، استولى مقاتلو تنظيم الدولة الإسلامية (داعش) على نقطة التفتيش، مما أدى إلى السيطرة على طول الحدود العراقية السورية. في مطلع آب أغسطس 2016، استولت الميليشيات العشائرية العراقية الموالية للحكومة على نقطة التفتيش العراقية بدعم من القوات التي تقودها الولايات المتحدة.
في 17 حزيران يونيو 2017 أعلنت القوات المسلحة العراقية أن الجيش العراقي والحشد العشائري، مدعومين بطائرات التحالف بقيادة الولايات المتحدة قد طردوا داعش من منفذ الوليد الحدودي.

## طريق من النخيب إلى الوليد
قال عمر كامل حسن في كتابه (المتغيرات الجيوسياسية القادمة في العراق في ضوء السلوك السياسي الخارجي والداخلي) المنشور سنة 2018 قال عن إيران إنها سعت من خلال الحشد الشعبي إلى "تعويض فقدانها الرابط الجيوبولتيكي الحيوي الرابط مع سوريا الذي يمر بمدن محافظة الأنبار. إذ جرى مؤخرا شق طريق مختصر يربط بين محافظة كربلاء ومنفذ الوليد دون المرور بمدن محافظة الأنبار أو الطريق الدولي السريع الذي يربط بين بغداد وعمان. وبدا الرابط الجيوبولتيكي الجديد – بتقديم الدعم العسكري واللوجستي من إيران والعراق إلى سوريا دون الحاجة للمرور بمدن الأنبار أو طريقها السريع، وفي ذات الوقت العمل على إنشاء رابط جيوبولتيكي مع المملكة الأردنية دون المرور بمدن محافظة الأنبار أيضاً.